# The Doctors
The Doctors (hangul: 닥터스; rr: Dakteoseu; também conhecido como Doctor Crush) é uma telenovela sul-coreana estrelada por Park Shin-hye e Kim Rae-won. Ela foi transmitida todas as segundas e terças-feiras às 22:00 pela SBS entre 20 de junho a 23 de agosto de 2016.

## Sinopse
Yoo Hye Jung (Park Shin Hye) teve uma infância dura e uma vida difícil. Por causa dos seus problemas, ela tornou-se emocionalmente reservada e uma garota problemática na escola. Quando Hong Ji Hong (Kim Rae Won) conhece Hye Jung, ele enxerga a inteligência por trás da fachada de valentona e passa a guiá-la para que se torne uma grande médica. Agora atuando na residência de neurocirurgia de um grande hospital, Hye Jung trabalha com dois outros residentes, Jung Yoon Do (Yoon Kyun Sang) e Jin Seo Woo (Lee Sung Kyung). Mas quando Seo Woo torna-se a maior rival de Hye Jung, tanto pessoalmente quanto profissionalmente, será que ela conseguirá superar mais esse obstáculo à sua felicidade?

## Elenco

### Principal
- Kim Rae-won como Hong Ji-hong
  - Gil Jung-woo como criança Hong Ji-hong
  - Lomon como adolescente Hong Ji-hong
- Park Shin-hye como Yoo Hye-jung
  - Kal So-won como criança Yoo Hye-jung
- Yoon Kyun-sang como Jung Yoon-do
- Lee Sung-kyung como Jin Seo-woo